# Гай Аквиллий Флор
Гай Акви́ллий Флор (лат. Gaius Aquillius Florus; умер после 258 года до н. э.) — политический деятель эпохи Римской республики, консул 259 года до н. э.

## Биография
Представитель homo novus, Гай был сыном некоего Марка Аквиллия Флора. В 259 году до н. э. он избирается консулом вместе с Луцием Корнелием Сципионом. В качестве провинции получил Сицилию. Здесь он боролся с Гамилькаром на западе острова. Аквиллий пытался не позволить карфагенянами расширить свою базу вокруг Дрепана. Также сумел захватить важный холм Митистрат. Его полномочия были продлены и на 258 до н. э. В этом же году Флор был удостоен триумфа. Дальнейшая его судьба не известна.